# Canton de Saint-Benoît-2
Le canton de Saint-Benoît-2 est une circonscription électorale française de l'île de La Réunion, département et région d'outre-mer français de l'océan Indien.

## Histoire
Le canton a été créé par le décret du 28 février 1991 par scission du canton de Saint-Benoît.
Un nouveau découpage territorial de La Réunion entre en vigueur à l'occasion des premières élections départementales suivant le décret du 24 février 2014. Les conseillers départementaux sont, à compter de ces élections, élus au scrutin majoritaire binominal mixte. Les électeurs de chaque canton élisent au Conseil départemental, nouvelle appellation du Conseil général, deux membres de sexe différent, qui se présentent en binôme de candidats. Les conseillers départementaux sont élus pour 6 ans au scrutin binominal majoritaire à deux tours, l'accès au second tour nécessitant 12,5 % des inscrits au 1er tour. En outre la totalité des conseillers départementaux est renouvelée. Ce nouveau mode de scrutin nécessite un redécoupage des cantons dont le nombre est divisé par deux avec arrondi à l'unité impaire supérieure si ce nombre n'est pas entier impair, assorti de conditions de seuils minimaux. À La Réunion, le nombre de cantons passe ainsi de 49 à 25.
Le canton de Saint-Benoît-2 est redécoupé et étendu à deux communes. Avec ce redécoupage, le territoire du canton s'affranchit des limites d'arrondissements, avec 1 commune incluse dans l'arrondissement de Saint-Pierre et 1 + 1 fraction dans l'arrondissement de Saint-Benoît. Le bureau centralisateur est situé à Saint-Benoît.

## Représentation

### Représentation de 1991 à 2015
| Période | Période | Identité             | Étiquette | Qualité                                                                         |
| ------- | ------- | -------------------- | --------- | ------------------------------------------------------------------------------- |
| 1992    | 1994    | Philippe Le Constant | PS        | Professeur de collège Maire de Saint-Benoît (1999-2001)                         |
| 1994    | 1998    | Younousse Issa       | PS        | Instituteur, adjoint au maire de Saint-Benoit Suppléant du député Claude Hoarau |
| 1998    | 2015    | Philippe Le Constant | PS        | Professeur de collège Maire de Saint-Benoît (1999-2001)                         |

### Représentation depuis 2015
| Période élective | Période élective | Mandat | Mandat   | Identité             | Nuance | Nuance | Qualité                                                 |
| ---------------- | ---------------- | ------ | -------- | -------------------- | ------ | ------ | ------------------------------------------------------- |
| 2015             | 2021             | 2015   | 2021     | Géraldine Boulevard  |        | DVC    | Adjointe au maire de Sainte-Rose                        |
| 2015             | 2021             | 2015   | 2021     | Philippe Le Constant |        | PS     | Professeur de collège Maire de Saint-Benoît (1999-2001) |
| 2021             | 2028             | 2021   | en cours | Amandine Hoareau     |        | PS     | Professeure des écoles à Piton Sainte-Rose              |
| 2021             | 2028             | 2021   | en cours | Bruno Robert         |        | DVG    | Agriculteur, adjoint au maire de Saint-Benoit           |

### Résultats détaillés

#### Élections de mars 2015
À l'issue du 1er tour des élections départementales de 2015, deux binômes sont en ballotage : Géraldine Boulevard et Philippe Leconstant (PS, 35,89 %) et Fabienne Bornéo et Bruno Mamindy Pajany (DVD, 26,14 %). Le taux de participation est de 45,49 % (10 210 votants sur 22 444 inscrits) contre 43,81 % au niveau départemental et 50,17 % au niveau national.
Au second tour, Géraldine Boulevard et Philippe Leconstant (PS) sont élus avec 50,92 % des suffrages exprimés et un taux de participation de 54,82 % (5 690 voix pour 12 304 votants pour 22 443 inscrits).

#### Élections de juin 2021
Le premier tour des élections départementales de 2021 est marqué par un très faible taux de participation (33,26 % au niveau national). Dans le canton de Saint-Benoît-2, ce taux de participation est de 43,32 % (10 046 votants sur 23 188 inscrits) contre 36,5 % au niveau départemental. À l'issue de ce premier tour, deux binômes sont en ballottage : Géraldine Boulevard et Olivier Rivière (Union au centre et à droite, 44,23 %) et Amandine Hoareau et Bruno Robert (DVG, 40,95 %).

## Composition

### Composition avant 2015
Lors de sa création en 1991, le canton de Saint-Benoît-2 était constitué de la partie de la commune de Saint-Benoît située au Sud d'une limite ainsi définie : axe de la rue Auguste-de-Villèle, de la place A.-Ramalingom à la déviation de la R.N.2, déviation de la R.N.2, rivière des Marsouins, ravine Bras-Canot, ligne 440, axe de la R.N.3, ligne 440, ravine Sèche, axe du C.D.3, ravine Saint-François jusqu'à la limite communale.

### Composition depuis 2015
| Nom                                  | Code Insee | Intercommunalité                         | Superficie (km2) | Population (dernière pop. légale)                | Densité (hab./km2) | Modifier                                    |
| ------------------------------------ | ---------- | ---------------------------------------- | ---------------- | ------------------------------------------------ | ------------------ | ------------------------------------------- |
| Saint-Benoît (bureau centralisateur) | 97410      | CA Communauté intercommunale Réunion Est | 229,61           | Fraction : 16 262 (2022) Commune : 37 585 (2022) | 164                | modifier les données · modifier les données |
| Saint-Philippe                       | 97417      | CA du Sud                                | 153,94           | 5 093 (2022)                                     | 33                 | modifier les données · modifier les données |
| Sainte-Rose                          | 97419      | CA Communauté intercommunale Réunion Est | 177,60           | 6 450 (2022)                                     | 36                 | modifier les données · modifier les données |
| Canton de Saint-Benoît-2             | 97408      |                                          |                  | 27 805 (2022)                                    |                    | modifier les données                        |

Le nouveau canton de Saint-Benoît-2 comprend :
1. deux communes entières,
2. la partie de Saint-Benoît non incluse dans le canton de Saint-Benoît-1.

## Démographie
En 2022, le canton comptait 27 805 habitants, en évolution de −2,01 % par rapport à 2016 (La Réunion : +3,33 %, France hors Mayotte : +2,11 %).
| 2013   | 2018   | 2022   |
| ------ | ------ | ------ |
| 27 744 | 27 660 | 27 805 |